# リッカルド・ベリ

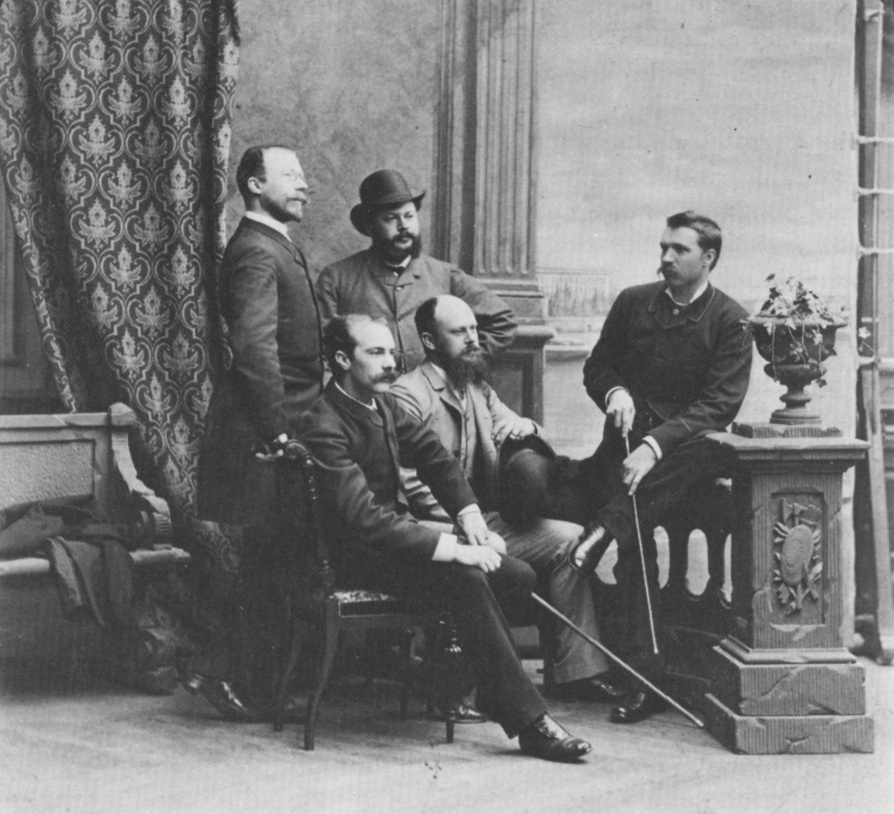
1885年に撮影された、ベリと同時期の画家たち。立っている男性のうち左がカール・ラーション、右はアーンシュト・ユーセフソン(en)。座っている男性の左がベリ、右はAugust Hagborg。一番右の男性は不明。

リッカルド・ベリ（またはベルグ。Sven Richard Bergh。1858年12月28日 - 1919年1月29日）は、スウェーデン・ストックホルム出身のよく知られたスウェーデン人画家である。1915年よりスウェーデン国立美術館の館長を務めた。
彼の絵画作品にはしばしば風景や肖像が描かれた。

## 解説
フランスのパリ郊外のグレ＝シュル＝ロワンは芸術家の集まる村として知られ、1880年代は特に北欧の画家が多く集まっていた。1982年にベリはグレー村に滞在している。グレーには他にもカール・ラーション、アンデシュ・ソーン、ブルーノ・リリエフォシュ、カール・ヌードストローム、ニルス・キュレーゲルといった若い画家達がいた。彼ら「北欧グレー派」は、スウェーデンに帰国してから、アカデミーに反対する「オプーネント」（反逆者。Opponent(s)）のグループを立ち上げた。
1889年、パリで開催された万国博覧会での純粋美術展示館におけるスウェーデンの展示室には、ベリをはじめラーション、アンデシュ・ソーン、リリエフォシュら当時20-30代の若い画家が作品を出展していた。グランプリを獲得するのはラーションかソーンと予想されていたが、審査の結果、ベリがグランプリとなった（次点の金賞がラーションとソーン、銀賞がリリエフォシュ）。上位を若い画家達が独占したこの結果は、それまでスウェーデン美術界で大きな勢力をもっていたマルムストレム、セーデルストレム、フォン・ローセンといった画家達との世代交代がなされたことを、スウェーデン国内だけでなく世界にも示すものとなった。
1892年、ベリはフランスの画家ゴーギャンのデンマーク人の妻より絵画『ブルターニュ風景』を購入した。彼と同様にこの絵に啓示を受けたヌードストローム、キュレーゲルとともに、ベリはヴァールベリで1893年から1896年にかけて過ごし、作品制作を重ねて総合主義的様式を発展させた。彼らはいわば「ヴァールベリ派」で、ゴーギャンの作品を深く研究していた。このことについてラーションは「ゴーギャンの剽窃に過ぎない」と批判的であった。
ベリが彼の友人たちを描いた肖像画は、彼の最も不朽の絵画群となった。それらの1作、『Nordisk sommarkväll』（1899年 - 1900年）は、彼の作品中で最も頻繁に複製された。彼の活動期間中、ベリは、エレン・ケイ、ヨハン・アウグスト・ストリンドベリ、グスタヴ・フレーディング (en) 、カール・ヤルマール・ブランティング、その他の人々のために肖像画を描いた。ベリが1905年に描いたストリンドベリの肖像画『Porträtt av August Strindberg』は、彼の最も有名な肖像画となった。ベリは1889年に最初にストリンドベリと会い、彼らは仕事仲間となった。二人が親しくしていた間にストリンドベリがベリに送った全部で81通の手紙が見つかっており、いっぽう、ベリがストリンドベリに送った26通の手紙が見つかっている。
1890年代にベリはストックホルムにある彼のアトリエに芸術学校を設置した。また彼は、1915年にスウェーデンの国立美術館の館長になった。

## 主な作品
- Hypnotic Seance （1887年）
- Nordisk sommarkväll （1899年-1900年。モデルはエウシェン王子と歌手のKarin Pyk。）
- Vision: Motiv från Visby （1894年）
- Porträtt av August Strindberg （1905年）
- Porträtt av Gustaf Fröding （1909年）
- Porträtt av Hjalmar Branting

## 読書案内
- Facos, Michelle (1998). Nationalism and the Nordic imagination: Swedish art of the 1890s. University of California Press. ISBN 9780520206267